# 丸山静江
丸山 静江（まるやま しずえ、1906年頃 - 1984年）は、NHK連続テレビ小説『おしん』のモデルとされる女性。静岡県榛原郡生まれ。民宿「丸山」の創業者。

## 生涯
幼くして子守奉公に出る。その後上京し、髪結いで成功した。後年、御前崎市で民宿「丸山」を経営。1984年、78歳で死去。

## 『おしん』関連のエピソード
- 1979年、丸山静江の半生を次女の千鶴子が代筆し、『主婦と生活』誌に「母たちの遺産」を連載していた橋田壽賀子に送ったことがきっかけとなり、『おしん』の脚本作りに協力したという[1]。
- 『おしん』には奉公に出るためおしんが最上川を筏で下るシーンがあるが、静江も榛原郡金谷へと奉公に出るため大井川を筏で下った経験がある[1]。
- 2013年3月7日、静岡新聞社・静岡放送のサイト「アットエス」に掲載された記事で、静江の生涯と『おしん』との関わりを周知させようとする人々が紹介された。この記事において千鶴子は「おしんは母の半生そのもの。母が泣きながらドラマを見ていたのを覚えている」と語っている[1]。